# Frères Desbiey
Les frères Guillaume et Louis-Mathieu Desbiey sont les précurseurs de la fixation des dunes et du boisement des landes.

## Biographie
Guillaume et Louis-Mathieu sont les fils de Jean Desbiey (1663-1753) notaire royal, procureur fiscal, capitaine général de la Ferme générale de Bayonne dont la famille serait d’origine anglaise et se serait fixée en pays de Born et en Marensin entre le XIIe siècle et le XVe siècle. Ce sont des gentilshommes campagnards et surtout des hommes de loi occupant plus précisément des fonctions de procureurs, notaires royaux et juges.

### Guillaume
Guillaume né le 13 octobre 1725 à Saint-Julien-en-Born fait ses études au collège des Barnabites de Dax.  Il fait un apprentissage de géomètre. Dès ses 14 ans il assiste son père comme « praticien »  à son étude de notaire à Lévignacq. Il devient à son tour notaire royal puis en 1750 à 25 ans, procureur fiscal à Saint-Julien-en-Born à la suite de la démission de son père, qui étant devenu capitaine général de la Ferme générale en 1739, souhaite se consacrer entièrement à cette charge. Guillaume entre un an plus tard en 1751 à la Ferme générale tout en occupant la charge de notaire,. Au décès de son père en octobre 1753, il quitte la maison paternelle. Intègre mais volontiers tracassier, il intente un procès à sa mère qu'il accuse d'avoir brûlé le testament olographe de son père, dans le but de favoriser à ses dépens son frère Louis-Mathieu, le benjamin « si chery » de sa mère.
En août 1760, à 35 ans il épouse en l’église Saint-Pierre de Bordeaux, Jeanne de Segonnes (1734 - 1762), fille Jacques de Segonnes procureur du sénéchal de Guyenne et de Marguerite Verdelet. Peu de temps après, il accède au grade de capitaine général des Fermes c’est-à-dire au contrôle des brigades qui composent une inspection avec pour mission de surveiller le trafic des marchandises et de réprimer la contrebande dans la direction de la Ferme de Bayonne. Durant cette mission, il poursuit ses activités de notaire et de procureur, et accroît son bien par des achats successifs ou par héritage.
Son mariage fut bref puisque son épouse décède deux ans plus tard en octobre 1762 à l’âge de 28 ans à Margaux dans la maison de sa mère. En 1769 il quitte la direction de la Ferme de Bayonne pour celle de Bordeaux et se rapproche ainsi de sa sœur Catherine Rose et de son beau-frère Emile Turpin pour lequel il éprouve du ressentiment en raison de ses négoces frauduleux sur les taxes dues sur le sel.
Guillaume est un ami des « Lumières », qui cultive son esprit par ses travaux personnels et la lecture de sa bibliothèque où se côtoient  l’Esprit des Lois, les premiers volumes de l’Encyclopédie ou la Maison Rustique.
En décembre 1771, après 20 ans de services dans les brigades des Fermes, las de chevaucher après les contrebandiers  et passablement enrichi, le capitaine général Guillaume Desbiey demande un emploi du service sédentaire. En arrangement avec sa direction il obtient d’acheter l’entrepôt de tabac et la recette des traites de La Teste au sieur Guillaume Sauvé âgé de 88 ans et à sa fille. Il prend ses fonctions de receveur-entreposeur de La Teste début 1772, sans se douter qu'en renonçant à la retraite de capitaine général des Fermes, il se préparait une fin de carrière mouvementée.
Il se remarie en mai 1772 en l’église Saint-Éloi de Bordeaux avec Marie-Madelaine Gouteyron, fille Jacques Gouteyron, chirurgien-juré de la ville de Bordeaux, et de Marie Fonfrède et par cette union, s’allie à la famille Boyer-Fonfrêde et devient le beau-frère de Joseph Garat, mari de la sœur cadette de sa femme, futur ministre de la Justice puis de l’Intérieur.
À La Teste il dut subir les manœuvres frauduleuses des trafiquants du lieu dont faisait partie son propre beau-frère Étienne Turpin. Homme au caractère difficile, procédurier,« grand tracassier», âpre au gain, il est peu soutenu, voire désavoué, par sa hiérarchie, et fait l'objet de calomnies multiples. Sa vie à La Teste est un enfer fait de procès incessants, de chargements fictifs, de barques prétendument naufragées, de servante faussement engrossée, de différends et de deuils familiaux.

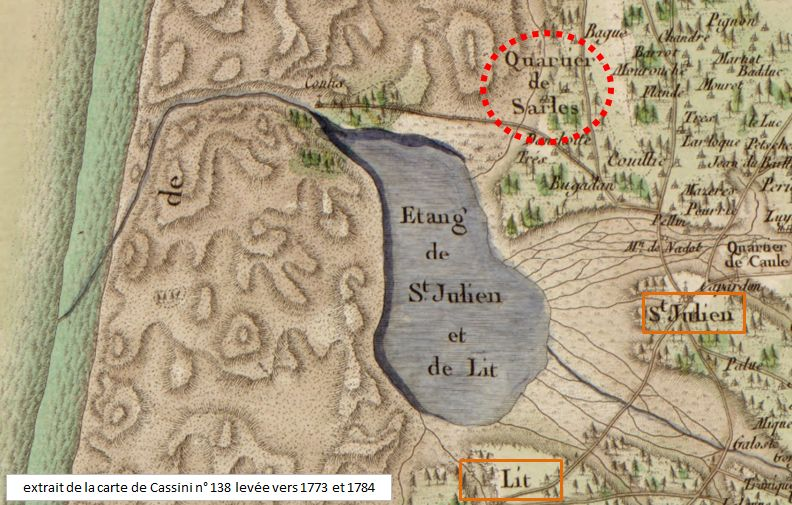
Situation du quartier de Sart à Saint-Julien-en-Born menacé par l'avancée de la dune de Broque (carte de Cassini)

En 1774, il rédige avec son frère Louis-Mathieu, membre associé de l’Académie de Bordeaux, un mémoire faisait état des travaux réalisés vers 1760 sur la dune de Broque, afin de protéger leurs propres terres du quartier de Sart finage de Saint-Julien-en-Born, intitulé « Recherche sur l'origine des sables de nos côtes, sur leurs funestes incursions vers l`intérieur des terres et sur les moyens de les fixer et ou du moins d'en arrêter les progrès », qui est lu en séance publique. Brémontier, quelque dix ans plus tard, mettra en œuvre ces techniques dont il s'appropria la paternité pour sa propre renommée.
Deux ans plus tard en 1776, Guillaume Desbiey remporte devant la même Académie de Bordeaux le prix Beaumont pour son Mémoire sur la meilleure manière de tirer parti les landes de Bordeaux quant à la culture et à la population, où il préconisait la transformation de la lande par le pin maritime, après assainissement. Par ses recommandations il anticipe pour la lande cette fois-ci ce que Chambrelent promut un siècle plus tard, et dont il usurpa, comme Brémontier pour la dune, la paternité afin de s’en attribuer la gloire exclusive.
Persuadé que la fraude avait pris des proportions considérables sur le bassin d’Arcachon, il plaide en 1777 pour un renforcement des moyens et des effectifs de la Ferme à La Teste auprès de ses supérieurs mais aussi de l’Intendant Dupré de Saint-Maur, mais n’est pas entendu et se retrouve sommé d’alléger les contrôles.
Traîné en justice lors de l'affaire Marie Combes (1777-1784), mis quelque temps en prison, destitué de ses fonctions de receveur-entreposeur puis enfin réhabilité et replacé à son poste de La Teste le 10 juin 1785 il meurt à bout de forces quelques jours plus tard le 22 juin 1785.

### L'abbé Desbiey

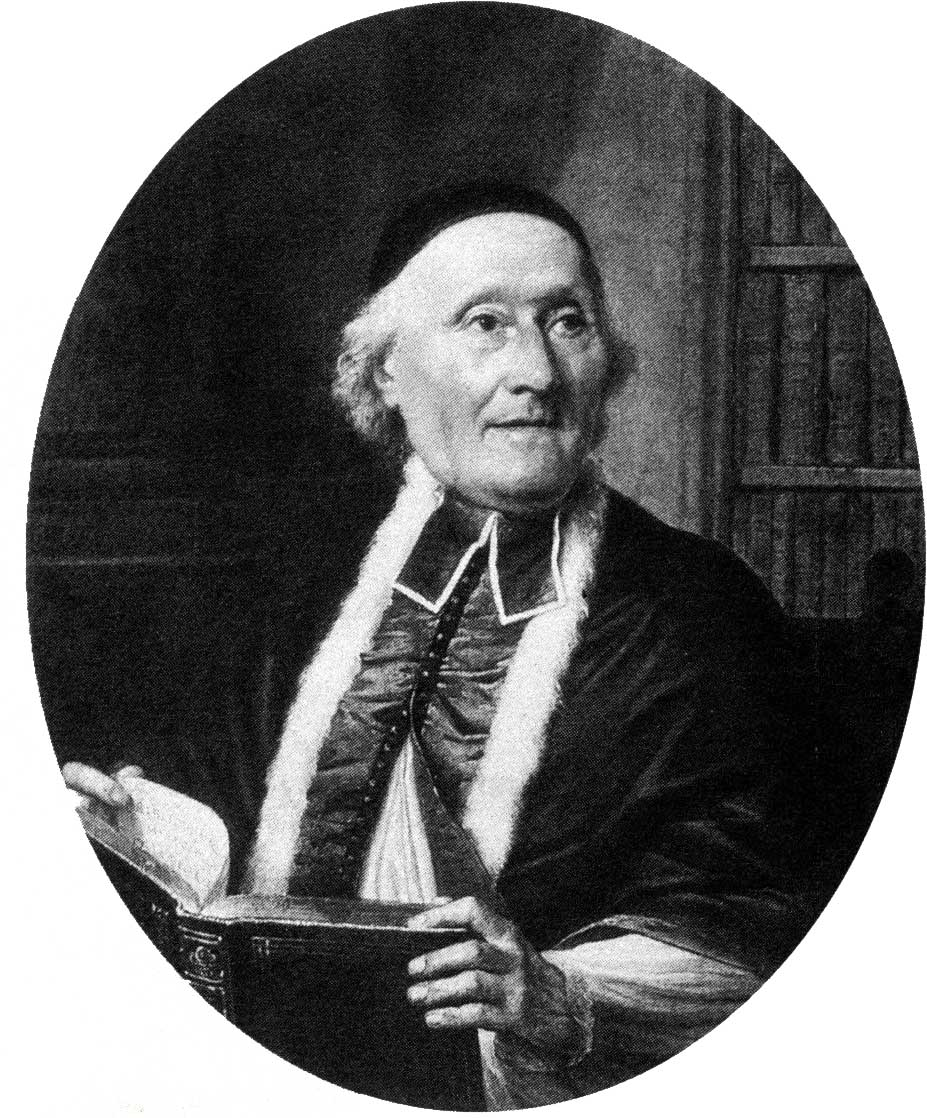
Portrait de l’abbé Desbiey par Pierre Lacour en 1809

Le cadet, Louis-Mathieu Desbieys, dit l' « abbé Desbiey » est le plus connu des deux frères. Louis-Mathieu est né le 21 janvier 1734 à Saint-Julien-en-Born. Comme son aîné de 9 ans, il fait ses études au collège des Barnabites de Dax. Sa mère qui le préfère de ses frères et sœurs, décèle en lui un vocation sacerdotale ce qui le conduit en 1746, à l’âge de 12 ans, à entrer au petit séminaire Saint-Raphaël à Bordeaux  et suit les cours du collège de la Madeleine dirigé par les Jésuites, passe par le grand séminaire dit « des Ordinands » dirigé par les Lazaristes, situé  rue du Palais-Gallien, pour être ordonné prêtre en 1758 à l’âge de 24 ans par l'archevêque de Bordeaux, Monseigneur d'Audibert de Lussan.
Il est vicaire quelques semaines à Saint-Médard-en-Jalles puis à Notre-Dame de Puy-Paulin auprès du curé Sandré où il reste jusqu’en 1766. Le jeune abbé est repéré par son curé pour son intérêt pour les livres, et les sujets savants, et ainsi devient bibliothécaire au collège de la Madeleine jusqu’à sa fermeture en 1772, à la suite de l'expulsion des Jésuites. Il se fait remarquer en 1765 pour ses écrits contre Jean-Jacques Rousseau. En 1766 il rejoint la paroisse Saint-Rémi toujours à Bordeaux. L’année suivante, en 1767, il est élu membre associé à l’Académie royale des sciences, belles-lettres et arts de Bordeaux. Il donnera son herbier et sa collection d’histoire naturelle à l’Académie de Bordeaux.
Au début de l’année 1774, le lieutenant général de police Antoine de Sartine constatant une déficience dans l'inspection de la censure dite « librairie » à Bordeaux, charge l’intendant Charles d'Emangart de trouver un remplaçant au titulaire actuel.  C'est ainsi que l’abbé Desbiey se retrouve investi en 1775 de la fonction d’inspecteur de la librairie de Bordeaux. À ce poste il est chargé de la répression des fraudes sur la contrefaçon des impressions françaises provenant de l’étranger car Bordeaux est un port d’entrée des ouvrages provenant des pays européens. Il censure également la circulation des livres prohibés pour leurs contenus philosophique ou religieux.
En octobre 1774, l’abbé Desbiey entre dans la loge maçonnique bordelaise « La Française ».
En juin 1775, il est promu bibliothécaire officiel de l’Académie et en cette qualité loge à l’Hôtel de l’Académie, rue Saint-Dominique (actuelle rue Jean-Jacques Bel). Déjà passionné par la géologie, la minéralogie et l’agronomie, il ajoute l’astronomie à ses sujets d’intérêt, et fait installer un « observatoire » sur une tourelle dominant les toits du quartier Notre-Dame.
Il passe plusieurs mois par an dans son pays natal du Marensin pour s'occuper de ses propriétés. Ses revenus sont évalués à 7 000 livres par an ce qui lui permet d’acquérir de nombreuses terres, en tout 14 propriétés de 1768 à 1784.
En 1778, l’archevêque de Bordeaux, le prince Rohan-Guéméné, le nomme chanoine prébendé à la cathédrale Saint-André en attendant de le faire vice-promoteur  de l’officialité. Il atteint ainsi les sommets de sa carrière ecclésiastique.
Mais c'était sans compter sur la Révolution. D'une part l’abbé Desbiey se montre réfractaire à la Constitution civile du clergé votée en juillet 1790 en ne prêtant pas le serment obligatoire. D’autre part, son jeune neveu Louis-Mathieu Turpin qui fréquente les clubs bordelais révolutionnaires, le dénonce début 1791 « comme aristocrate et tenant des assemblées avec d’autres prêtres aristocrates ». En juillet 1791, il rejoint Saint-Julien-en-Born. À la demande des paroissiens, bien qu’il ne soit pas assermenté, l’abbé Desbiey assure les offices des paroisses de Saint-Julien et Mézos durant quelques mois, jusqu’à ce que l’évêque constitutionnel de Dax, Saurine, lui interdise en mai 1792 de tenir ces fonctions ecclésiastiques. Le 26 de ce même mois, l’Assemblée législative vote un décret condamnant à la déportation les prêtres réfractaires. Après le massacre du 15 juillet 1792 de l’abbé Langoiran, vicaire général de cathédrale Saint-André également adversaire de l'église constitutionnelle et opposant au procureur-syndic Duranthon, dans la cour du palais Rohan, Louis-Mathieu Desbiey juge prudent de s’éloigner de Bordeaux. Le 20 septembre 1792, à la veille de l’abolition de la Royauté et de la proclamation de la première République, l’abbé Desbiey quitte la France et rejoint l’Espagne.
Réfugié à Pampelune en septembre 1792, il quitte la ville menacée par les troupes françaises, pour rejoindre Corella. Il séjourne dans différents couvents du nord de l’Espagne jusqu’en 1797. Il fera le récit d’une excursion faite en 1795 de Collera au Moncayo. Dès qu’il quitte la France, ses biens sont considérés à tort comme ceux d’un émigré et sont mis sous séquestre. Cependant dès qu’il arrive à Pampelune, son premier souci ayant été de confier par procuration ses biens dans les Landes à son neveu Louis-Mathieu Turpin, celui-ci parviendra à faire radier son oncle de la liste des émigrés et se faire accorder la mainlevée des biens de l’abbé par un arrêté de juillet 1793.
En 1797 le comte François Cabarrus, père de la citoyenne Tallien, l’engage comme « administrateur et chapelain » de son domaine de  « Soto de Caraquis », près de Madrid. Mais son statut d’étranger suscite des jalousies des fonctionnaires et des révoltes des ouvriers ce qui l’oblige à se retirer dans la ville de  Madrid.
Après la signature du Concordat en 1801, il peut rentrer à Bordeaux et en juillet 1802. Il est nommé par Monseigneur Daviau en août 1803, chanoine honoraire. Il est éprouvé par des deuils (de sa sœur en 1797 et de son frère en 1801), des infirmités et des querelles de famille dont celle intentée par son neveu Louis-Mathieu Turpin et l'époux de sa nièce François Meynié pour une affaire d’argent. Malgré son grand âge, l’abbé Desbiey se lance dans les affaires et reprend pour moitié avec le jeune François Dubourg de Castets, de 1806 à 1809, le bail des Forges d’Uza.
Dans une lettre du 30 avril 1810, il répond au botaniste Jean Thore qui l’interroge à propos de différentes questions pour la rédaction de son ouvrage Promenade sur les côtes du golfe de Gascogne. À cette occasion il apporte des renseignements précieux et des faits historiques sur son mémoire de 1774, jamais retrouvé, confortant l’idée que lui et son frère sont parmi les précurseurs de la fixation des dunes. Si le mérite de Brémontier est d’avoir su convaincre les autorités, obtenir des moyens et organiser les travaux, il ne peut se prétendre l’inventeur des techniques de stabilisation des sables.
Après une fin d’existence modeste, le vieil abbé meurt le 14 novembre 1817 à Bordeaux et est inhumé au cimetière de la Chartreuse.

## Famille
- Guirons I Desbiey (v. 1590 - 1675, Castets), notaire royal depuis 1619, courrier du roi (« chevaucheur ») et maître de poste de Castets X  Françoise Lacoste (? - ?) (1re épouse)[26] ;
  - Mathieu Desbiey, fondateur de la descendance de Candresse ;
  - Jean I Desbiey (1634, Pontonx - ?), procureur juridictionnel puis juge de Castets X Catherine Mancand (1834, Pontonx - ?) ;
    - Girons II Desbiey (1661 - ?) ;
    - Jean III Desbiey (1665  - 1696, Castets), juge de Castets, avocat en la Cour X  Jeanne de Lavie (? - ?) ;
      - Bernard I Desbiey ( 1697, Dax - ?), licencié es lois en 1727 ;

    - Jeanne Desbiey (1668 - 1701, Pontonx) X Gervais Ducros (? - ? ), praticien à Pontonx ;
    - Guillaume I Debiey (1674 - 1726, Castets), prêtre, vicaire de Castets ;
- Guirons I Desbiey (v. 1590 - 1675), [idem] X en 1675 à Jeanne Dupuy (? - 1681) (2e épouse) ;
  - Bernard II Desbiey (1649, Saint-Julien – 1714, Castets), juge de Castets X Marie Sescousse (? - ?)
    - Jean IV Desbiey (1688, Bayonne – 1768, Bayonne), négociant en 1721, maire de Bayonne de 1736 à 1737 et de 1759 à 1760 X 1721 à Bayonne avec Marie Brethous (? – 1742) puis en 1746 à Bayonne avec Jeanne Moracin (? - ?) ;
      - Claude Desbiey (1723, Bayonne   – 1750, Bayonne) X 1750 à Bayonne avec Pierre Vinatier (?, Bayonne - ?) ;
      - Marthe I Desbiey (1724, Bayonne  - ?) ;
      - Marthe II Desbiey (1727, Bayonne – 1753, Bayonne) ;

    - Jean V Desbiey (1689, Castets – 1727, Castets), procureur juridictionnel puis juge de Castets X Marthe Caunègre (? – 1727) ;
      - Bernard II Desbiey (1708,  Castets  - ?);
      - Marie Desbiey (1710, Léon - ?) ;

  - Jean II Desbiey (1653, Saint-Julien-en-Born - 1694, Saint-Julien-en-Born), procureur fiscal en la prévôté de Born X Marguerite  Dentomas (? - ?1713)[27] ;
    - Jean VI Desbiey (1683 - 1753, Saint-Julien-en-Born), notaire royal à Lévignacq, procureur juridictionnel et fiscal, capitaine général des Fermes dès 1739 à Bayonne,  X en 1720 avec Marie Coussou (1697 - 1772), fille de Mathieu Coussou (1668-1729), juge de Linxe ; [le couple a eu 12 enfants de 1721 à 1739, dont 5 survivants] ;
      - Marie-Thérèse Desbiey (1724 - 1797, Linxe) X en 1757 à Saint-Julien-en-Born avec Guillaume Dugarry (? - ?, Mont-de-Marsan), chirurgien de Mont-de-Marsan puis X avec Bernard Fourcade (? - ?) ;
      - Guillaume II Desbiey (1725 - 1785, La Teste-en-Buch), notaire royal, capitaine général des Fermes de Bayonne puis de Bordeaux X en 1760 à Bordeaux avec Jeanne de Segonnes (1734 - 1762) puis X en 1771 à Bordeaux avec Marie-Magdeleine Gouteyron (? - 1782) (sans postérité) ;
      - Denis-Hyacinthe Desbiey (1732-1801), agent de la Ferme générale, commandant la brigade de Vielle X avec Jeanne Lavielle (? - ?) puis en 1794 à Vielle avec Marie Bousses (1769 - ?) ;
        - Pierre Desbiey (? - ?), notaire à Herm sous l’Empire ;

      - Louis-Mathieu Desbiey (1734 - 1817, Bordeaux), prêtre ;
      - Catherine Rose Desbiey (1739 - 1822, La Teste) X en 1762 à Linxe avec Etienne Turpin (1733, Lévignacq - 1802, La Teste), « marchand-épicier de Bordeaux habitant La Teste » ;
        - Marie-Anne-Eugénie Turpin (1765, La Teste - 1794) X en 1793 Bertrand Bacque (?, Saint-Girons – 1794, Bordeaux) médecin, guillotiné[28],[29] ;
        - Louis-Mathieu Turpin (1770, La Teste - 1813) maire de Saint-Julien-en-Born de 1803 à 1813 X en 1807 à Lit-et-Mixe avec Hélène Dupuy (1775 - 1814)[28] ;
          - Étienne-Louis-Mathieu dit « Numa » Turpin (1802, Saint-Julien-en-Born - 1873, Lit-et-Mixe) X Marie Françoise Fanny Boulart (1807 - 1873) ;
            - Elisa Turpin (? - ?) X en 1848 Henri Crouzet (1817 - 1880) ;

        - Marie-Madeleine dite Sophie Turpin (1772, La Teste - ?) X en 1791 à La Teste avec François Meynié (? - ?), négociant et colonel au Régiment patriotique[30].

## Les mémoires des frères Desbiey

### 1774: sur la fixation des dunes

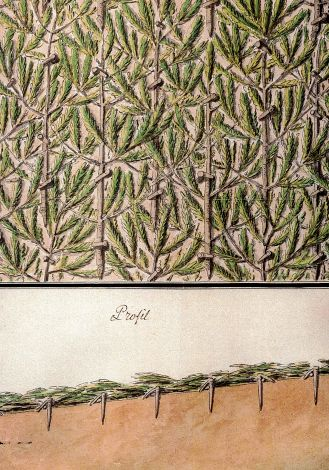
Couverture de branchages fixée au sol pour protéger les semis

L’intendant de Guyenne Charles Boutin (1760 - 1766) fit une tournée sur les côtes à la demande du gouvernement pour prendre connaissance de la progression des sables et des projets d’aménagement envisagés. Il se fit accompagner de Nicolas Desmarest, membre de l'Académie royale de Paris. Il fut informé des essais des frères Desbiey pour arrêter la dune ambulante qui menaçait d’ensevelir le domaine de Broque dans le quartier de Sart de Saint-Julien. Selon le botaniste Jean Thore les commissaires se rendirent sur les lieux, constatèrent le succès des travaux et en firent leur rapport à l’Académie qui chargea l’abbé Desbiey d’en rédiger un mémoire.
Le mémoire intitulé Recherche sur l'origine des sables de nos côtes, sur leurs funestes incursions vers l`intérieur des terres et sur les moyens de les fixer et ou du moins d'en arrêter les progrès auquel participa Guillaume, fut lu le 25 août 1774 en séance publique de l’Académie de Bordeaux. Le manuscrit et une copie fut remise au dépôt des mémoires de l’Académie. L’original fut confié au marquis de Montauzier qui souhaitait en prendre copie et qui ne le rendit jamais. Quant à la copie elle fut prêtée en 1784 par l'abbé Desbiey sur sa demande à l’intendant de Guyenne Nicolas Dupré de Saint-Maur (1776-1785) pour la faire copier par un dénommé Brémontier, sous-ingénieur des ponts et chaussée qui ne la rendit pas non plus, si bien que ce mémoire fut ainsi perdu. Les circonstances de la disparition du mémoire de 1774 nous sont connues par une lettre du 30 avril 1810 que l'abbé Desbiey adressa au botaniste  Jean Thore et que ce dernier rapporta dans son ouvrage Promenade sur les côtes du golfe de Gascogne.
Le mémoire de 1774 faisait état des travaux réalisés vers 1760, afin de protéger les terres des Desbiey, sur la dune de Broque, à Saint-Julien-en-Born qui  fut semée avec des graines de pin maritime mélangées à des graines de genêts et d’ajoncs épineux, entre les clayonnages, une couverture de branchages rang par rang et croisés. Malheureusement les jeunes pins furent en partie broutés par les chèvres.
Ce mémoire sera le motif à de nombreuses polémiques tant sur son contenu que sur les mérites de son auteur à être l'inventeur du procédé de fixation.
Peu après en 1778, l’ingénieur de la Marine et des Colonies Charlevoix, baron de Villers est chargé par le ministre d'État Necker d'une mission d’étude de faisabilité d’un canal reliant la Garonne à l’Adour par le bassin d’Arcachon. Après enquête et observations, Charlevoix de Villers établit de 1778 à 1781 cinq mémoires dont dans le 3e de 1779 l'ingénieur considère la fixation des dunes comme un préalable indispensable à tout aménagement.
Alors que l’abbé Desbiey siégeait à l’Académie de Bordeaux depuis 1767, Brémontier en devient membre en 1787. Ils ont donc à partir de cette date pu facilement se rencontrer, d’autant que Brémontier était, selon la lettre de l’abbé à Thore, en possession du mémoire des Desbiey sur la fixation des dunes. Cependant aucun élément prouvant qu’ils se soient rencontrés ne nous sont parvenus, et le mémoire n’ayant pas été remis par Brémontier à l’abbé Besbiey laisse supposer que les deux hommes n’ont jamais entretenu de relations.

### 1776: sur la mise en valeur des landes

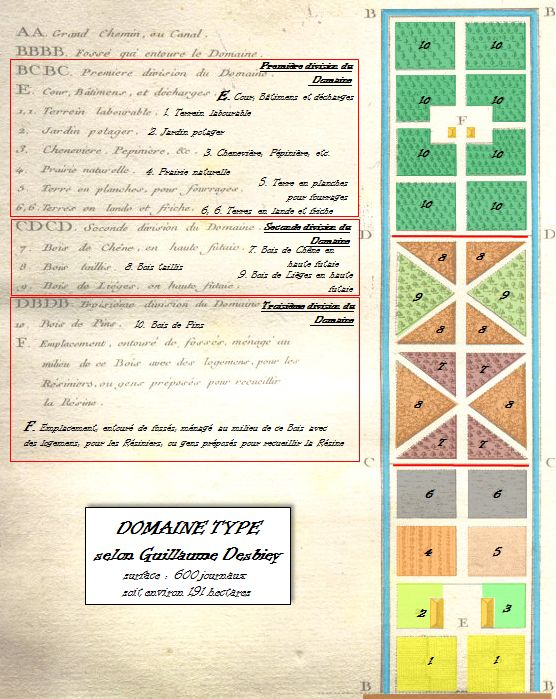
Plan d’un domaine-type proposé par Guillaume Desbiey dont les 2/3 de la surface sont occupés par des forêts, et dont une moitié est en pins maritimes

Dans son mémoire de 1776, intitulé Mémoire sur la meilleure manière de tirer parti les landes de Bordeaux quant à la culture et à la population, Guillaume Desbiey est le premier à décrire une méthode de mise en culture des landes. Le sujet du concours lancé par l'Académie de Bordeaux, est la mise en valeur des landes des Bordeaux. Cependant Guillaume Desbiey embrasse d’autorité un espace beaucoup plus vaste qui englobe à peu près la totalité des Landes de Gascogne. Il est acquis aux idées des physiocrates pour lesquels la Haute lande et ses faibles populations faméliques, vivants en autarcie, frappées par une certaine endogamie, est insupportable. Il décrit ainsi le tableau :

« La contrée de cette Province, désignée sous le nom de grandes Landes (…) sous cette dénomination comprend ces grands espaces vides et presque entièrement incultes (…) ; de tristes déserts, des solitudes hideuses, des sables brûlants pendant l’été, des marais et des abîmes pendant l’hiver ; un pays mal sain dans toutes les saisons. »

Selon le discours des physiocrates, il faut ouvrir le pays par la construction de routes et de canaux. Aussi il envisage la construction d’un canal reliant la Garonne à la Leyre. Ces deux rivières sont des voies de communication essentielles au commerce du XVIIIe siècle. En cette période, les projets de canaux sont nombreux tel le canal des Landes qui sera mis en œuvre.

Suivant l’idée de Montesquieu qui dans son « Esprit des Loix » affirmait que l’accroissement de la population est la cause majeure de la mise en valeur d’un pays, il propose donc de créer  « une infinité de domaine », selon le plan-type d’une ferme modèle pour l’établissement des colons. Il est le premier a considérer que la sylviculture est à privilégier sur cette terre et plus particulièrement celle du pin maritime. Il écrit :

« Aussi prescrirai-je la culture des bois comme le premier et le plus efficace des moyens particuliers de mettre nos Landes en valeurs. (…) Le pin maritime est de tous les arbres le plus acclimaté à la qualité des fonds de Landes. »

Ainsi il consacre les deux tiers de la terre à la forêt dans ses domaines de colonisation : des bois taillis (16 % de la surface), associés de chêne-liège (8 %), et à des bois de chêne de haute futaie (8 %), un bois de pins maritimes (30 %). ; trois des sept familles qui peupleront chaque domaine seront des familles de résiniers. Il n'oublie pas l'agriculture (jardinage et céréales) afin de satisfaire la consommation en autarcie des sept familles.  Concernant les céréales il plaide en visionnaire pour l’utilisation du « bled d'Espagne » c’est-à-dire du maïs, en remplacement du millet à semer au printemps dans les sillons entre les seigles, tels qu'il l’avait fait faire en 1757 sur ses terres.
Ce projet de ferme modèle sera repris 80 ans plus tard par un de ses parents, Henri Crouzet, pour la création du domaine impérial de Solférino.
Dans son « avant-propos », Guillaume Desbiey écrit « On ne sait point quel sera le sort des moyens qu’on proposera dans cet ouvrage. ». Il faudra attendre que le chemin de fer ouvre le pays, 100 ans plus tard au XIXe siècle, pour que les méthodes de mises en valeur des landes par le boisement préconisées par Guillaume Desbiey soient mises en application par les ingénieurs tel Chambrelent, qui comprennent seulement alors le bien fondé du savoir-faire que possédaient les hommes du pays. Mais la monoculture du pin maritime l’emportait sur les autres « bois », les décideurs de l’époque réalisant ainsi, hélas, « la meilleure manière de tirer parti des landes ».